# Stazione di Quartino
La stazione di Quartino è una fermata ferroviaria posta sulla linea Cadenazzo-Luino. Serve la località di Quartino, frazione del comune di Gambarogno.

## Storia
La fermata venne aperta all'esercizio il primo maggio 1913. La fermata venne realizzata anche grazie a un contributo in contanti del comune di Magadino ammontante a 4000 Fr. (su un costo preventivato totale di 16500 Fr.). Al momento dell'apertura la fermata era abilitata unicamente al servizio viaggiatori nonché alla spedizione in abbonamento del latte a destinazione delle stazioni delle linee Ranzo-Gerra-Bellinzona e Cadenazzo-Locarno.

## Strutture e impianti
La fermata è dotata di un binario per il servizio viaggiatori.

## Movimento
Al 2015 la fermata è servita, con cadenza bi-oraria, dai treni regionali della linea S30 della rete celere del Canton Ticino.

## Servizi
- Biglietteria automatica

## Interscambi
La stazione assicura, per mezzo della fermata di Quartino, Stazione, l'interscambio con la linea postale 62.329 Sant'Antonino-Dirinella.
- Fermata autobus